# 泉阳县
泉阳县，中国旧县名。
豫皖苏解放区设。1947年由安徽省临泉县、阜阳县各一部分析置。以二县各一字得名。1949年撤销，与泉南县、临泉市合并为临泉县。